# ヴィクトル・ピンチュク
ヴィクトル・ムイハイロヴイチ・ピンチュク（ウクライナ語: Ві́ктор Миха́йлович Пінчу́к、英語: Viktor Mykhailovych Pinchuk、1960年12月14日 - ）は、ウクライナの実業家で、政治力も備えた大富豪（オリガルヒ）である。 2016年1月の時点で、フォーブス誌は彼を世界で最も裕福な人々のリストで1,250位に付け、その財産は14億4,000万米ドルであった。

## 概要
ピンチュクは現在、ロンドンを拠点とする国際投資、プロジェクト資金調達、財務アドバイザリー会社であるイーストワン・グループ（EastOne Group LLC）、ウクライナを代表する鋼管、車輪・車軸、鋼鉄のメーカーの1つであるインターパイプ・グループ（Interpipe Group）の創設者である。彼はまた、4つのテレビチャンネル、人気のタブロイド紙『Факти і коментарі』の所有者でもある。1998年から2006年まで2期連続でウクライナ最高議会の議員であった。1997年には、前の妻オレナ（Olena）を離婚して、レオニード・クチマ元大統領の娘、オレナと結婚した。
ピンチュクは1960年にキーウでユダヤ人の両親の元で生まれたが、家族は工業都市ドニプロに移住した。彼は1987年に、ドニプロペトロフスク冶金大学で産業工学の博士号を取得した。その3年後、彼はソ連の主要な製鉄所で採用された特許のある新プロセスに基づいて、インターパイプ・グループを設立した。
2010年代に顕著になったロシアのウクライナ一部領土占領については、ピンチュクは2017年に妥協案を提案している。

## 慈善活動
ピンチュクはヴィクトル・ピンチュク基金を設立して、ユダヤ人社会・一般ウクライナ・世界規模の慈善活動も行なってきた。

## 参照項目
- オリガルヒ
- ウクライナのオリガルヒ